# Ideopsis kolleri
Ideopsis kolleri är en fjärilsart som beskrevs av Gustaaf Hulstaert 1923. Ideopsis kolleri ingår i släktet Ideopsis och familjen praktfjärilar. Inga underarter finns listade i Catalogue of Life.